# Dicheirus dilatatus
Dicheirus dilatatus är en skalbaggsart som beskrevs av Pierre François Marie Auguste Dejean. Dicheirus dilatatus ingår i släktet Dicheirus och familjen jordlöpare. Inga underarter finns listade i Catalogue of Life.